# Chardonneret noir
Spinus atratus
Espèce
Statut de conservation UICN

 LC  : Préoccupation mineure
Le Chardonneret noir (Spinus atratus, anciennement Carduelis atrata) est une espèce de passereaux de la famille des Fringillidae.

## Distribution
Cet oiseau vit dans la Cordillère des Andes au Pérou (Huanuco, Junin, Cuzco, Ayacucho, Apurimac, Puno, Arequipa et Moquegua), en Bolivie (La Paz, Cochabamba, Oruro et Potosi), au Chili (Tarapaca, Antofagasta, Atacama, Coquimbo, Aconcagua et Santiago) et en Argentine (Jujuy, Catamarca, La Rioja, San Juan et Mendoza).

## Habitat
Le chardonneret noir habite les steppes, les prairies (pampas) et les alpages pierreux et semi-arides (punas) des hauts plateaux andins entre 1 800 et 4 800 m. Il fréquente surtout les zones rocailleuses parsemées de buissons de Ribes et d’arbustes de Polylepis, les ravins, les escarpements, les versants tapissés de plantes herbacées (paramos), les prairies à graminées et les zones légèrement boisées mais il visite aussi les abords des fermes et des villages où il a été vu perché sur des fils téléphoniques.

## Alimentation
L’ensemble des données montre qu’il se nourrit de graines de plantes herbacées et de buissons avec un complément de grains de céréales cultivées (orge et blé) et de quelques insectes. D’autres plantes ont été répertoriées par Ottaviani (2011) : des graines de Coreopsis sp., astéracée et, autour du lac Titicaca, des graines d’une poacée, Calamagrostis ouata ou C. jamesii et de Baccharis sp., astéracée.

## Mœurs
Ils se tiennent généralement en couples ou en petits groupes mais, hors période de reproduction, ils peuvent former des troupes plus abondantes, parfois en association avec des chardonnerets à bec épais ou à croupion jaune. Ils nichent à partir du mois de novembre puis migrent vers le nord au mois de mars (automne austral).

## Nidification
La saison de nidification commence à partir de novembre avec la saison des pluies et la floraison des plantes herbacées. Mais la pluie persistante en cours de nidification peut contraindre les couples à abandonner les sites de reproduction. Le mâle chante avec les ailes pendantes et au cours d’un vol nuptial. Il n’existe généralement qu’une nichée par an, rarement deux et en cas d’abondance particulière de nourriture. Le site de nidification est habituellement un arbre feuillu (orme) ou résineux (pin) mais il avait déjà entendu parler d’un cas de nidification dans le plafond d’une caverne.
Le nid consiste en une coupe de racines, brindilles et mousse avec, à l’intérieur, de la laine, du duvet végétal et du crin. Il est situé à faible hauteur dans un haut buisson ou dans un arbuste ou assez haut dans un arbre au feuillage épais ou un conifère. Il contient trois à cinq œufs fond blanc rosé ou blanc bleu très pâle, marqués de brun et de brun noir (Armani, 1983).

## Statut, menaces
BirdLife International (2010) qualifie le chardonneret noir de non menacé mais trois menaces pèsent sur cette espèce : une maladie assez récente mais surtout les captures massives d’oiseaux sauvages et la dégradation de l’habitat (CONAF – CONAMA 1997, 2002) occasionnant un déficit des sites de nidification.
En effet, une nouvelle coccidiose provoquée par des protozoaires intestinaux a été découverte chez le chardonneret noir. Cette grave infection, occasionnant une très importante mortalité (97 %), a été observée sur 98 chardonnerets noirs importés en Italie en provenance d’Amérique du Sud. Les oiseaux mourraient entre deux et quatre mois après leur arrivée en août 1994. Les auteurs pensent que son habitat d’altitude le rend très sensible à diverses maladies intestinales des régions basses. Ce protozoaire appartenant au genre Isospora était encore inconnu, il a été décrit et nommé Isospora atrata (Rossi et al. 1996).
Les coccidioses se développent à la suite de stress. Généralement les oiseaux sont porteurs mais vivent avec sans problème. En revanche, à la suite de captures ou de transport, leur nombre peut exploser et tuer l’oiseau. C’est un problème que l’on connaît chez tous les passereaux. Il n’est pas dit que cette maladie représente réellement un problème en milieu naturel. Par contre, elle peut être dissuasive pour la capture et l’exportation de cette espèce...ce qui est un bien.
Les deux cas de nidification cavitaire semblent montrer les premiers signes d’une pénurie de sites de reproduction. Par ailleurs, comme le chardonneret rouge avec le « facteur rouge », le chardonneret noir a été exploité pour sa pigmentation dans le but d’obtenir des canaris noirs d’où une demande croissante, depuis la fin des années 1990, d’importation de chardonnerets sauvages de la part des aviculteurs. Ces importations ont généré des prélèvements inconsidérés pour alimenter ce marché. De nombreux éleveurs voulaient être les premiers à créer le « canari noir » tandis que d’autres voulaient apporter régulièrement du « sang neuf » dans leurs lignées d’élevage.
Environ 4 000 chardonnerets noirs sauvages sont exportés légalement tous les ans (environ 2000 illégalement) à partir du Pérou et seulement deux spécimens sur cent survivent au stress de la capture et du transport. Ces chiffres sont purement et simplement scandaleux et à ce rythme, si rien n’est entrepris, l’espèce est vouée à l’extinction.